# Przełączka za Ratuszem
Przełączka za Ratuszem (ok. 1260 m) – przełączka pomiędzy turniami Saturn i Ratusz w Dolinie Kościeliskiej w Tatrach Zachodnich. Jest jedynym miejscem, z którego można bez trudności wyjść na Ratusz. Przez Przełączkę za Ratuszem nie prowadzi żaden szlak turystyczny, bywają tutaj jednak czasami taternicy, a rejon przełęczy penetrowany był przez poszukiwaczy jaskiń. Na przełączkę z Wąwozu Kraków prowadzą dwie drogi. Najłatwiejsza, pozbawiona trudności, prowadzi z Placu pod Ratuszem, początkowo piarżystym żlebem po zachodniej stronie ściany Ratusza, dalej przez kociołek pod południowo-zachodnim filarem Saturna i w końcu stromą depresją na przełączkę. Trudniejsza jest droga na przełączkę od jej wschodniej strony. Podejście zaczyna się kilkadziesiąt metrów powyżej Placu pod Ratuszem i prowadzi początkowo lasem, później stromym żlebkiem pomiędzy południowo-wschodnią ścianą Ratusza a oryginalną skalną płetwą o bardzo ostrej grani. Od strony żlebku płetwa ta ma wysokość tylko kilku metrów, ale jej przeciwległe stoki opadają pionową ścianą o wysokości około 40 m. Na podejściu żlebkiem do pokonania są dwa progi (III i V stopień trudności). Pierwsze przejście: Władysław Cywiński 9 czerwca 1994.
Rejon przełęczy jest zalesiony. Na stronę wschodnią opada początkowo łagodny i zalesiony stok, niżej stromo obrywający się do niewielkiego skalistego żlebku z progami opadającego do Kotła pod Saturnem. Ponadto pomiędzy przełączką a Kotłem pod Saturnem znajdują się jeszcze trzy duże nyże.